# Соловьёв, Владимир Сергеевич

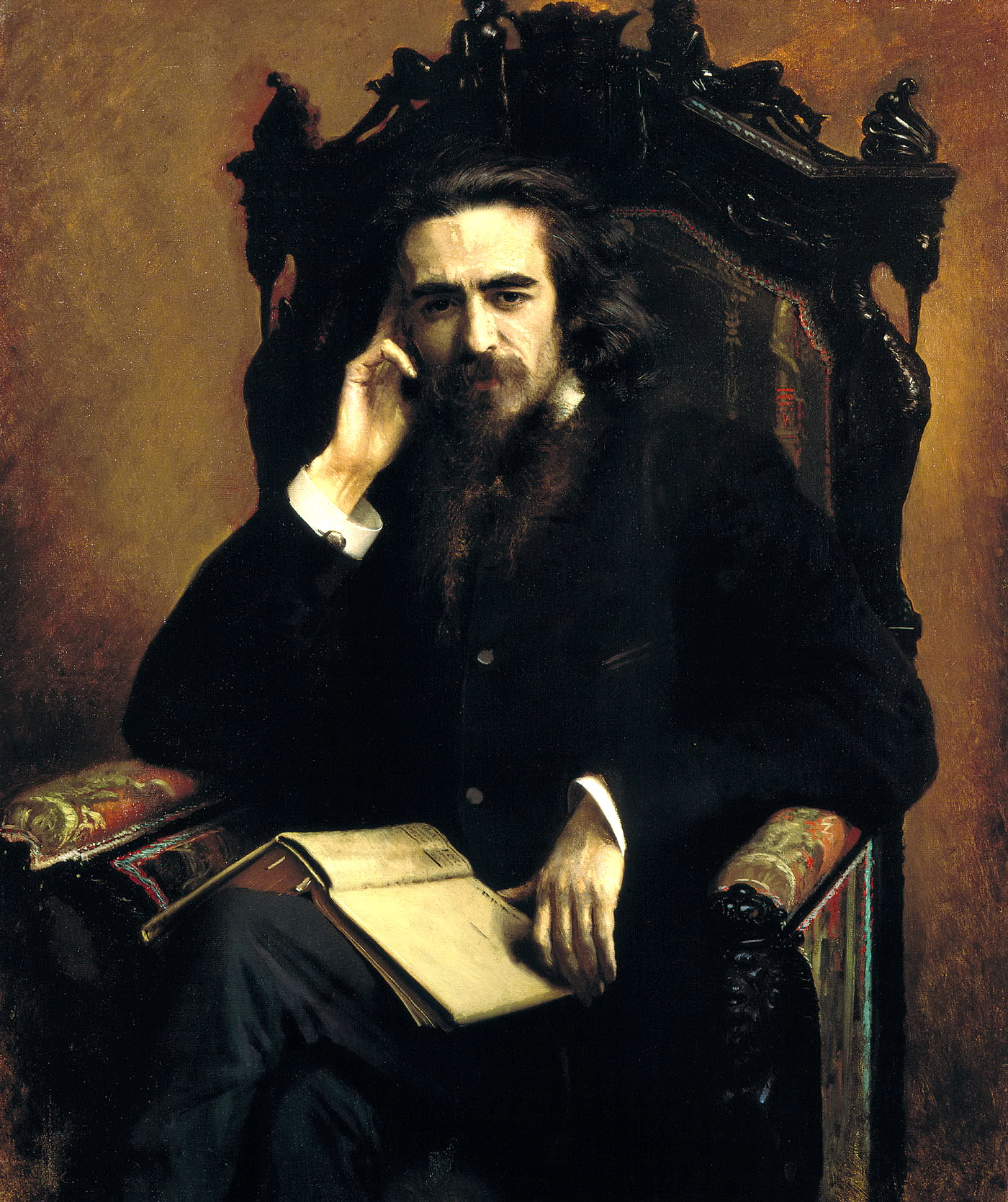
Портрет Владимира Соловьёва кисти Ивана Крамского, 1885 год

Влади́мир Серге́евич Соловьёв (16 [28] января 1853[…], Москва — 31 июля [13 августа] 1900[…], Узкое) — русский религиозный мыслитель, мистик, поэт и публицист, литературный критик, преподаватель; почётный академик Императорской Академии наук по разряду изящной словесности (1900).
Стоял у истоков русского «духовного возрождения» начала XX века. Оказал влияние на религиозную философию Николая Бердяева, Сергея Булгакова, Сергея и Евгения Трубецких, Павла Флоренского, Семёна Франка, а также на творчество поэтов-символистов — Андрея Белого, Александра Блока и других.
Исследователи русской мысли признают Соловьёва наиболее крупным представителем русского идеализма. Владимир Соловьёв является одной из центральных фигур в русской философии XIX века как по своему научному вкладу, так и по влиянию, оказанному им на взгляды учёных и других представителей творческой интеллигенции. Он основал направление, известное как христианская философия. Владимир Соловьёв возражал против разделения христианства на католичество и православие и отстаивал идеи экуменизма. Он разработал новый подход к исследованию человека, который стал преобладающим в российской философии и психологии конца XIX — начала XX века.

## Биография

### Ранние годы
Владимир Соловьёв родился в Москве 16 (28) января 1853 года, в семье русского историка Сергея Михайловича Соловьёва (1820—1879). Мать, Поликсена Владимировна — принадлежала к дворянской семье Романовых, имевшей польские и казацкие (Запорожские) корни. Среди предков Романовых был известный философ Г. С. Сковорода, приходившийся Владимиру Соловьёву двоюродным прадедом. Младший брат будущего романиста Всеволода Соловьёва (1849—1903).

## Образование
Соловьёв учился в Первой московской гимназии, преподавание в которой было разделено на общее и специальное, а заканчивал обучение в Пятой московской гимназии. Гимназический курс окончил (1869) с золотой медалью.

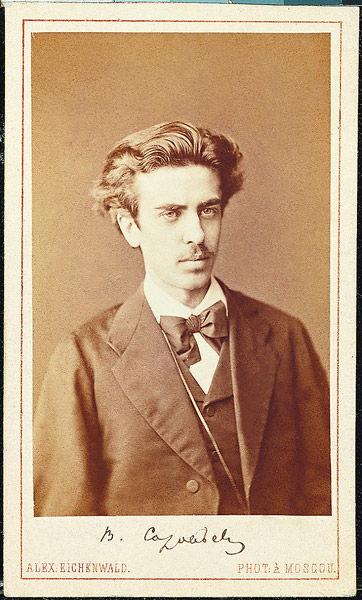
В. Соловьёв в 18 лет

Поступил (1869) на историко-филологический факультет Московского университета, сдав вступительные экзамены и написав вступительное сочинение на тему «Шестнадцатый век на Западе и в России»; вскоре перевёлся на естественное отделение физико-математического факультета Московского университета. В 1871—1872 годах произошёл идейный перелом в мировоззрении Соловьёва, связанный с разочарованием в атеистических и позитивистских идеалах «людей шестидесятых годов».
В 1872 году с ним приключился бурный роман в поезде на Харьков со случайной попутчицей Жюли, после которого он испытал мистическое видение Софии. Соловьёв оставил физико-математический факультет и готовился к сдаче кандидатских экзаменов по историко-филологическому факультету экстерном; подал прошение на имя ректора об увольнении из числа студентов и о прохождении кандидатских испытаний (1873); выдержал 17 кандидатских испытаний и был утверждён в степени кандидата.
Окончив Московский университет в 1873 году, по особому ходатайству был оставлен при кафедре философии для приготовления к профессорскому званию. В начале сентября 1873 года Соловьёв переселился в Сергиев Посад и в течение года слушал лекции в Духовной академии.
21-летний Соловьёв написал магистерскую работу «Кризис западной философии», в которой выступил против позитивизма и разделения (дихотомии) «спекулятивного» (теоретического) и «эмпирического» знания. Защита состоялась 24 ноября 1874 года в Санкт-Петербургском университете, после чего он получил звание штатного доцента философии и один семестр читал лекции в Московском университете.

### Поездка за границу
31 мая 1875 года отправился в командировку в Лондон для работы в Британском музее «с целью изучения индийской, гностической и средневековой философии». До места назначения он добирался через Варшаву и Берлин. В Лондоне Соловьёв знакомится со спиритизмом и изучает Каббалу. 16 октября 1875 года он предпринял неожиданный вояж в Египет, связанный с мистическим видением Софии. Его путь пролегал через Францию и Италию. Из Бриндизи Соловьёв пароходом направился в Александрию. В ноябре прибыл в Каир, где оставался до марта 1876, совершив путешествие в окрестности Фиваиды. Затем он возвратился в Италию, жил в Сорренто, Неаполе и Париже, откуда вернулся в Москву.

### Карьера
В июне 1876 года вновь приступил к преподаванию в Московском университете. В феврале 1877 Соловьёв уволился из Московского университета (ректором которого был тогда его отец) из-за несогласия с позицией большинства Совета Московского университета, требовавшего отказаться от общения с профессором Н. А. Любимовым; демонстративно поддерживал с ним отношения.

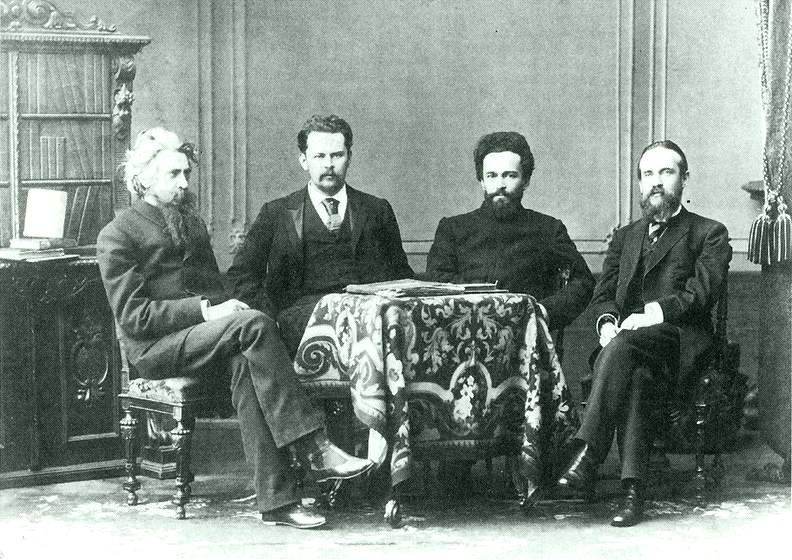
Редакция журнала «Вопросы философии и психологии»: В. С. Соловьёв, С. Н. Трубецкой, Н. Я. Грот, Л. М. Лопатин. 1893 г.

В марте 1877 года покинул Москву и переехал в Санкт-Петербург, где стал членом Учёного комитета при Министерстве народного просвещения и одновременно преподавал в Санкт-Петербургском университете. В Петербурге Соловьёв сдружился с Достоевским. Во время русско-турецкой войны испытал подъём патриотизма и едва не отправился в действующую армию. К этому времени окончательно формируются философские взгляды Соловьёва.

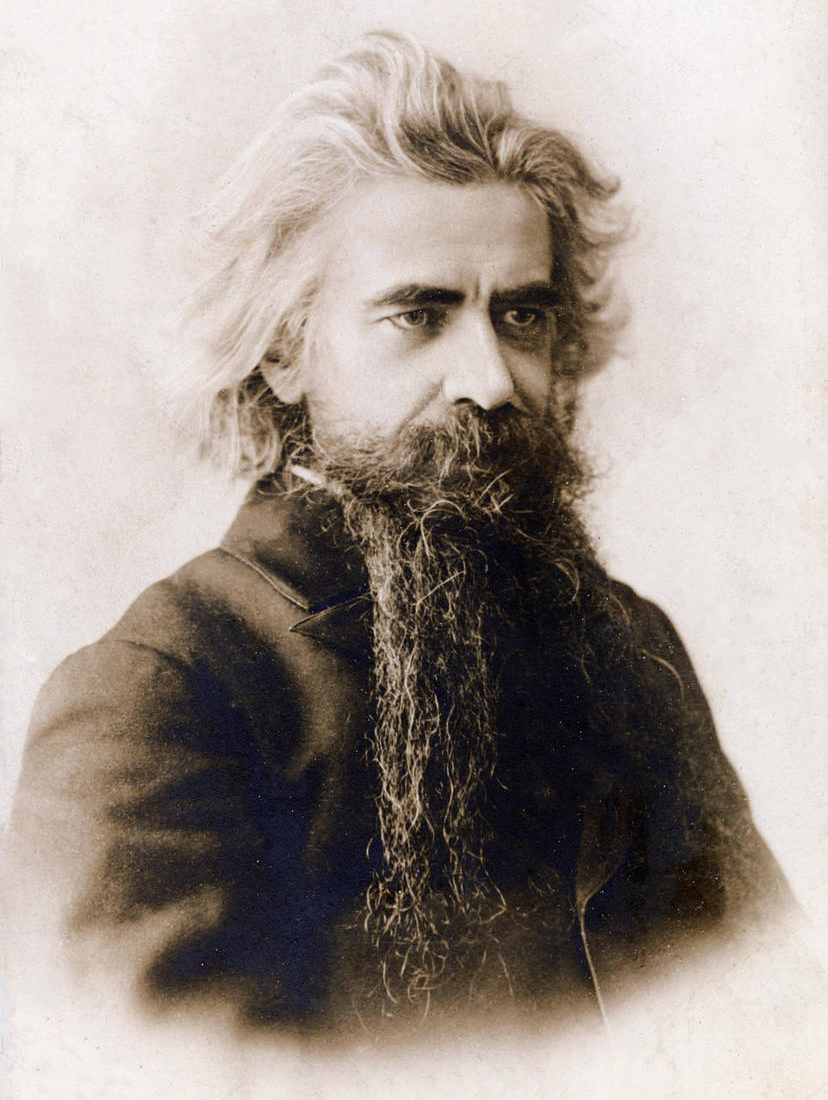
Владимир Соловьёв в 1890-х годах

Защитил 6 апреля 1880 года докторскую диссертацию «Критика отвлечённых начал». Игравший в Петербургском университете влиятельную роль М. И. Владиславлев, который раньше положительно оценил магистерскую диссертацию Соловьёва, стал относиться к нему довольно холодно, поэтому Владимир Соловьёв оставался на должности доцента, но не профессора. 28 марта 1881 года Соловьёв прочитал лекцию, в которой призывал императора Александра III помиловать цареубийц Александра II, во имя христианского милосердия, из-за чего ему было на некоторое время запрещено чтение публичных лекций, что в конечном итоге повлияло на прекращение университетской карьеры. В 1882 году оставил преподавательскую деятельность.
Семьи не имел. Жил большей частью в имениях своих друзей или за границей. В 1900 году переписывался с Анной Шмидт. Развёрнутое образное описание внешности «великого мистика» оставил Андрей Белый в поэме «Первое свидание».

### Смерть
Исследователи убеждены в том, что он подорвал свой организм значительными периодами поста и интенсивными занятиями, а кроме того, постепенно отравлялся скипидаром, разрушительно действующим на почки.

Комната, где он жил, обыкновенно пропитывалась запахом скипидара. Этой жидкости он придавал не то мистическое, не то целебное значение. Он говорил, что скипидар предохраняет от всех болезней, обрызгивал им постель, одежду, бороду, волосы, пол и стены комнаты, а когда собирался в гости, то смачивал руки скипидаром пополам с одеколоном и называл это шутя «Bouquet Solovieff». <…> Неоднократно старались друзья предостерегать его относительно опасности злоупотребления скипидаром, но он до самого последнего времени проявлял необычайное упрямство в этом вопросе.— Величко В. Л. Владимир Соловьёв. Жизнь и творения.

За «очистительный от бесов терпентин» он <…> поплатился жизнью, исподволь отравил себя скипидаром
— Маковский С. К. На Парнасе Серебряного века. — М.: XXI век-Согласие, 2000. — С. 56. — ISBN 5-293-00003-9.
К концу 1890-х годов здоровье его стало заметно ухудшаться. Летом 1900 года Соловьёв приехал в Москву, чтобы сдать в печать свой перевод Платона. Уже 15 июля, в день своих именин, почувствовал себя очень плохо. В тот же день он попросил своего друга Давыдова отвезти его в подмосковное имение Узкое, принадлежавшее тогда князю Петру Трубецкому, в котором тогда жил со своей семьёй его друг профессор Сергей Трубецкой, единокровный брат владельца имения. В имение Соловьёв приехал уже тяжело больным. Врачи определили у него атеросклероз, цирроз почек и уремию, а также полное истощение организма, но помочь уже ничем не смогли.
Владимир Сергеевич Соловьёв скончался в Узком после двухнедельной болезни, в кабинете П. Н. Трубецкого 31 июля (13 августа по новому стилю) 1900 года. Похоронен на кладбище Новодевичьего монастыря рядом с могилой отца.

## Философия Владимира Соловьёва

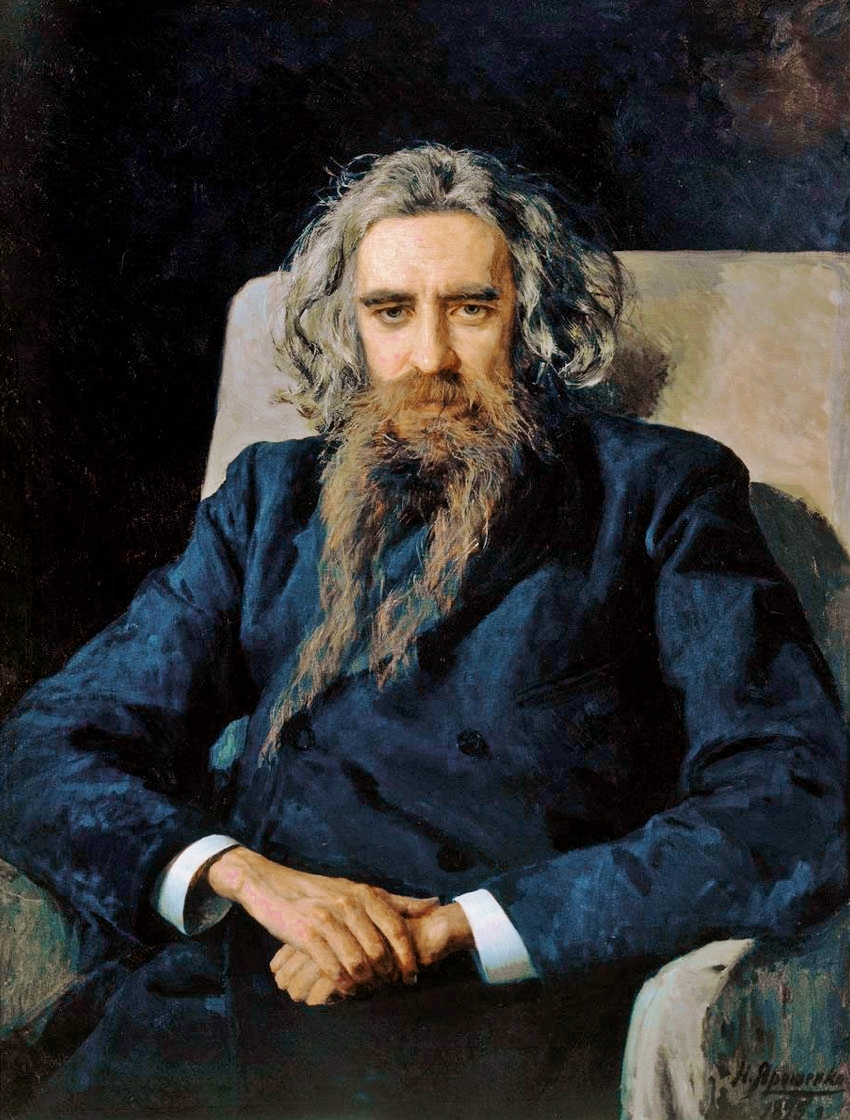
В. С. Соловьёв. Портрет работы Н. А. Ярошенко 1892 года

Стержнем философии Соловьёва является категория «всеединства». Основной идеей его религиозной философии была София — Душа Мира, понимаемая как мистическое космическое существо, объединяющее Бога с земным миром. София представляет собой вечную женственность в Боге и, одновременно, замысел Бога о мире. По мнению Соловьёва, этот образ встречается в Библии. Соловьёву же он был открыт в мистическом видении, о котором повествует его поэма «Три свидания». Идея Софии реализуется трояким способом: в теософии формируется представление о ней, в теургии она обретается, а в теократии она воплощается.
- Теософия — дословно Божественная мудрость. Она представляет собой синтез научных открытий и откровений христианской религии в рамках цельного знания[17]. Вера не противоречит разуму, а дополняет его. Соловьёв признаёт идею эволюции, но считает её попыткой преодоления грехопадения через прорыв к Богу. Эволюция проходит пять этапов или «царств»: минеральное, растительное, животное, человеческое и Божье.
- Теургия — дословно боготворчество. Соловьёв решительно выступал против моральной нейтральности науки. Теургия — это очистительная практика, без которой невозможно обретение истины. В её основе лежит культивирование христианской любви как отречение от самоутверждения ради единства с другими.
- Теократия — дословно власть Бога, то, что Чаадаев называл совершенным строем. «Теократическую миссию» Соловьёв возлагал на Россию, при этом сохраняя симпатии католицизму. Теократия заключается в «истинной солидарности всех наций и классов», а также в «христианстве, осуществлённом в общественной жизни»[18].

Теоретические истоки философии Соловьёва коренятся в многовековой мистической традиции — от Платона и неоплатоников до позднего Шеллинга, творца «философии откровения», Шопенгауэра и Гартмана. На философию Соловьёва оказали большое влияние идеи русского религиозного мыслителя Николая Фёдорова. Соловьёв считал Фёдорова своим «учителем и отцом духовным», называл гениальным мыслителем. Хотя нет сомнений в общности идей Соловьёва и Фёдорова, пути достижения идеала, предлагаемые мыслителями, существенно различались: Фёдоров возлагал максимум надежд на развитие естественных наук, а Соловьёв считал решающим обстоятельством нравственно-социальное совершенствование человека. Особое место в ряду теоретических предшественников Соловьёва занимают славянофилы И. Киреевский и А. Хомяков.

## Отношение к католичеству
Существует версия, что Владимир Соловьёв в феврале 1896 года в Москве приобщился к католической церкви, приняв причастие из рук греко-католического священника Николая Толстого. Свои симпатии к католицизму Соловьёв обосновывал приверженностью «Вселенской церкви», где православие лишь выражает «Восточную церковь». Акт Крещения Руси он именовал принятием Евангельской жемчужины, покрытой «византийской пылью». Само «папство» Соловьёв считал «положительным началом», а «апостольский престол» в Риме — «чудотворной иконой вселенского христианства» («Россия и Вселенская Церковь», 1889). К числу преимуществ католицизма Соловьёв причислял его наднациональный характер и преемство от апостола Петра. Раскол Церквей, по мысли Соловьёва, является результатом «партикулярной» деятельности «партии православных-антикафоликов» (IX—XI века). Защищая «православное папство» древней Церкви, он говорил о «мнимом православии» Византии, где цезаропапизм представлял собой «политическое арианство». К числу особенностей антикафолического православия Соловьёв причислял отрицание роли Логоса в исхождении Святого Духа, отрицание непорочности Девы Марии, отрицание юрисдикции римского первосвященника.
Однако
- Василий Розанов в статье «Размолвка между Достоевским и Соловьёвым» (1906) писал: «В конце жизни, в глубокую минуту бессилия, он высказал, что отказывается от примирительных между православием и католичеством попыток, а умер крепким православным человеком. Таким образом, подозрение в сильной его католической окрашенности падает само собою».
- Евгений Трубецкой указывал:

Соловьёв считал возможным быть вполне католиком, не переставая быть в то же время и вполне православным. Он просто-напросто отрицал сам факт действительного разделения церквей, допуская, что разделение существует только на поверхности и не касается самой внутренней сущности церковной жизни <…> он категорически заявляет «что <…> русская религия, если понимать под этим термином веру народную и богослужение, вполне православна и кафолична».— Предисловие кн. Е. Н. Трубецкого к изд. «Владимир Святой и христианское государство». — М.: Путь, 1913. — С. 6, 7, 47.

## Отношение к евреям
Отношение Соловьёва к евреям было последовательным выражением его христианского универсализма, этических принципов, предписывающих любить все народы как свой собственный. Отвержение евреями Иисуса представлялось Соловьёву величайшей трагедией, предопределившей всю будущую историю еврейского народа, однако философ возлагал вину за упорное неприятие евреями христианства не на евреев, а на самих христиан.

Взаимные отношения иудейства и христианства в течение многих веков их совместной жизни представляют одно замечательное обстоятельство. Иудеи всегда и везде смотрели на христианство и поступали относительно его согласно предписаниям своей религии, по своей вере и по своему закону. Иудеи всегда относились к нам по-иудейски; мы же, христиане, напротив, доселе не научились относиться к иудейству по-христиански. Они никогда не нарушали относительно нас своего религиозного закона, мы же постоянно нарушали и нарушаем относительно них заповеди христианской религии. Если иудейский закон дурен, то их упорная верность этому дурному закону есть конечно явление печальное. Но если худо быть верным дурному закону, то ещё гораздо хуже быть неверным закону хорошему, заповеди безусловно совершенной.
— «Еврейство и христианский вопрос»
В 1890 году цензура не пропустила в печать декларацию против антисемитизма, написанную Соловьёвым и подписанную рядом писателей и учёных. Она была напечатана за границей.
Соловьёв выступал против преследований евреев в России. В письмах Ф. Гецу Соловьёв обличал погромы и заверял, что его перо всегда готово к защите бедствующего Израиля. В то же время Соловьёв не только не был филосемитом, но и сам не был свободен от антисемитизма:

Народ иудейский, показывающий самые худшие стороны человеческой природы, «народ жестоковыйный» и с каменным сердцем, этот же самый народ есть народ святых и пророков Божиих
Решением «еврейского вопроса» философ считал экуменизм — объединение иудаизма с православием и католичеством на общей религиозной основе. На смертном одре Соловьёв молился за еврейский народ и читал псалом на иврите. После смерти Соловьёва в синагогах читались молитвы за упокой его души.

## Панмонголизм
Приближение апокалипсиса Соловьёв связывал с «восточной опасностью», «жёлтой угрозой» — грядущим, по его мнению, вторжением японо-китайско-тибетской орды в Россию и Европу. В 1894 году он написал известное стихотворение «Панмонголизм».
Соловьёв ввёл в оборот как таковое понятие панмонголизма, который в историософской концепции Соловьёва выражал идею исторического возмездия Европе со стороны народов Востока и сопоставлялся с завоеванием Константинополя мусульманами.
Если прекращение войны вообще я считаю невозможным раньше окончательной катастрофы, то в теснейшем сближении и мирном сотрудничестве всех христианских народов и государств я вижу не только возможный, но необходимый и нравственно обязательный путь спасения для христианского мира от поглощения его низшими стихиями.
Мне кажется, что успех панмонголизма будет заранее облегчён тою упорною и изнурительною борьбою, которую некоторым европейским государствам придётся выдержать против пробудившегося Ислама в Западной Азии, Северной и Средней Африке.

## Всемирная история
Соловьёв принимает идею прогресса. Дикость сменяется цивилизацией, а национальные монархии — всемирными монархиями. Ассиро-вавилонскую монархию сменяет мидо-персидская монархия, а ту — македонская монархия. Первой истинной вселенской монархией Соловьёв называет Римскую Империю. Цель истории — это богочеловечество.
Концепция «конца всемирной истории» рассмотрена Владимиром Соловьёвым в книге «Три разговора о войне, прогрессе и конце всемирной истории», под которым он понимает второе пришествие Христа, Божий суд и конец борьбы добра со злом на Земле.

## Литература

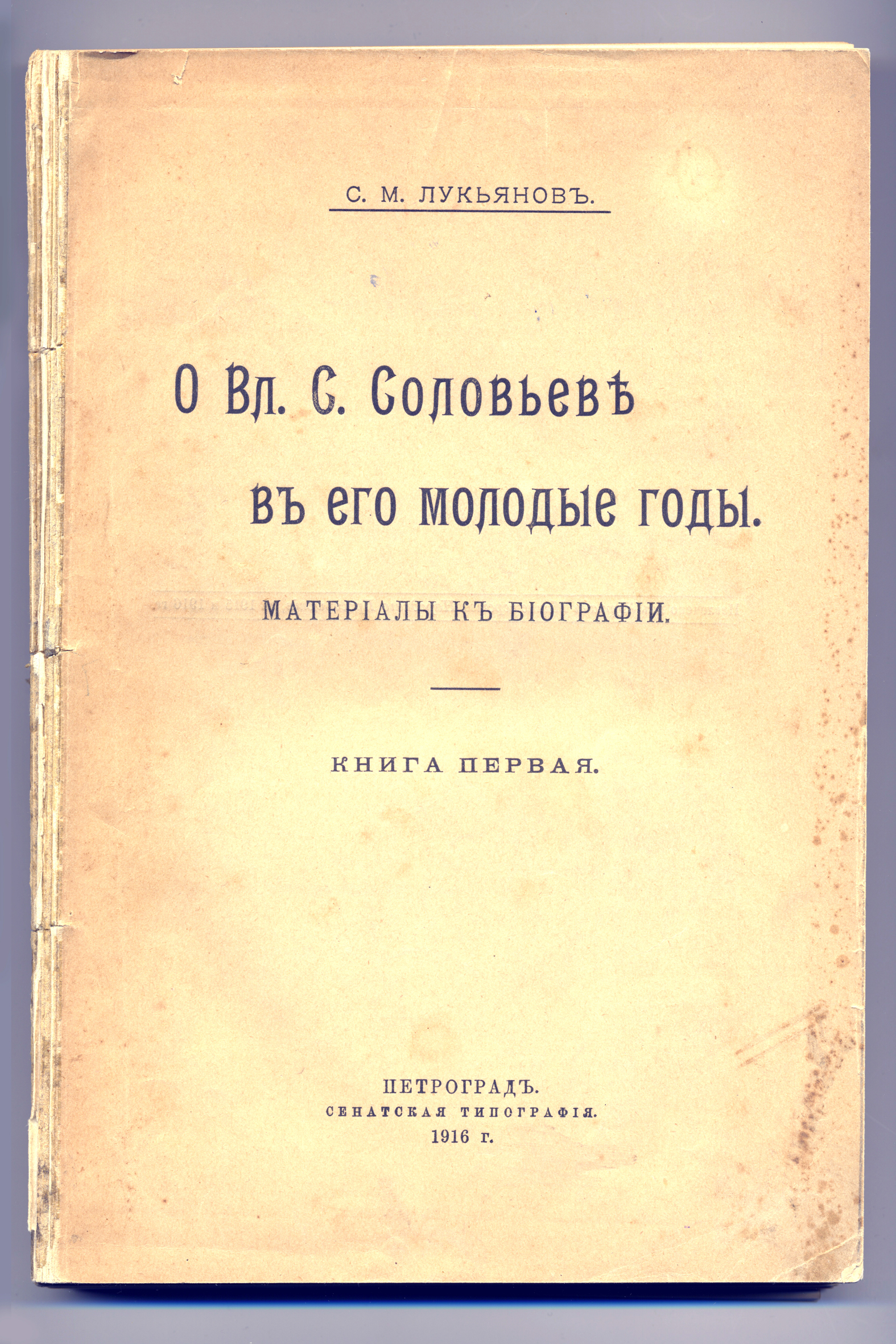
С. М. Лукьянов,
«О Вл. С. Соловьёве в его молодые годы», Петроград, 1916 год

## Влияние на искусство

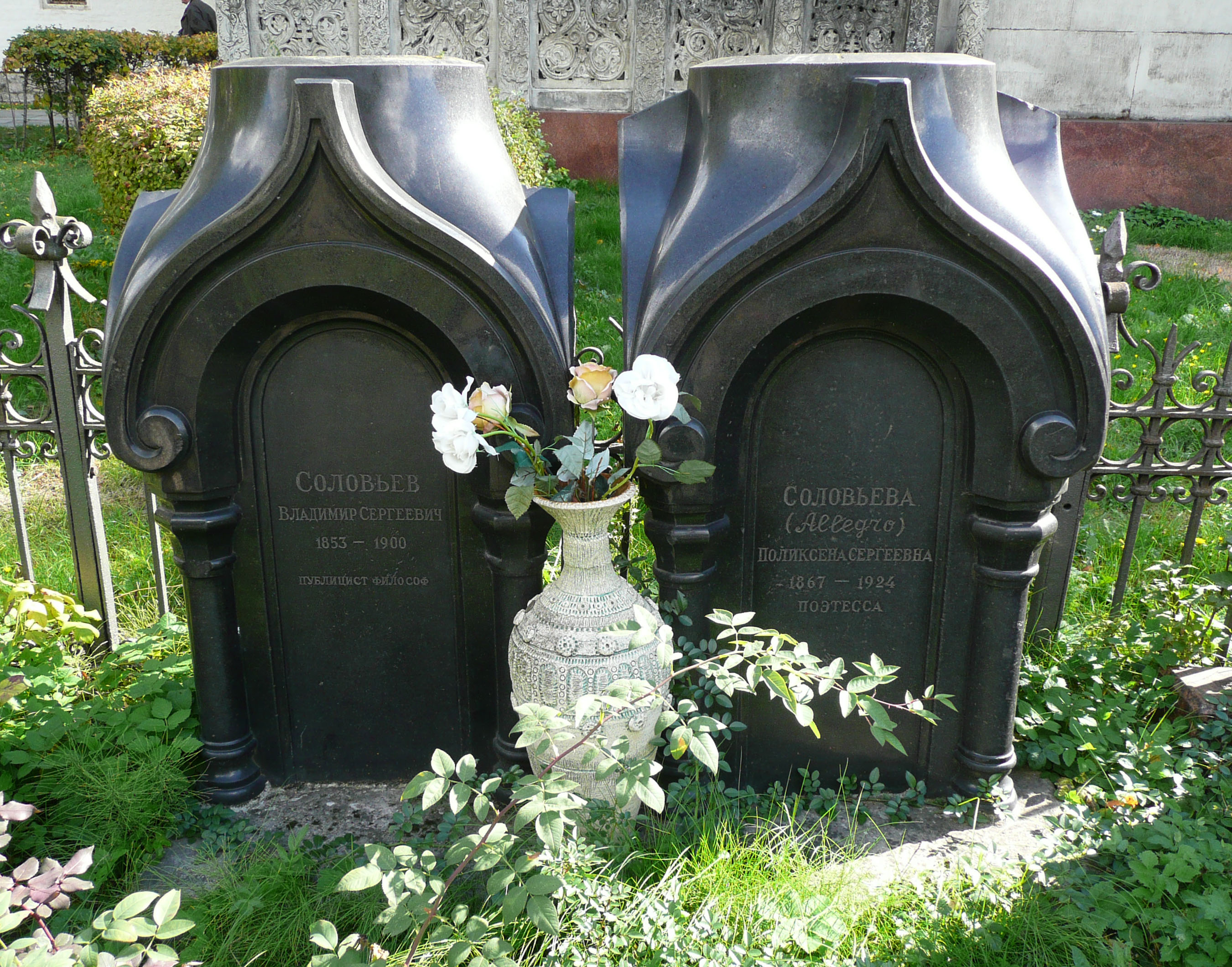
Надгробия Владимира Соловьёва и его сестры Поликсены

Смысл искусства Соловьёв видел в воплощении «абсолютного идеала» и в «пресуществлении нашей действительности». Он критиковал позицию, что художник должен творить одну видимость и миражи. В искусстве он различал эпос, трагедию и комедию. Философские построения В. Соловьёва оказали значимое влияние на русский символизм начала XX века. При этом, когда в 1894—1895 году Валерий Брюсов выступил со сборниками «Русские символисты», Соловьёв выступил со злыми и меткими пародиями на его стиль. На соловьёвские идеи во многом ориентировались Андрей Белый, Александр Блок и Вячеслав Иванов, хотя каждый из них по-своему спорил с учителем.
Утверждается, что Владимир Соловьёв вдохновил Ф. Достоевского на создание образа Алёши Карамазова в романе «Братья Карамазовы». Его влияние можно также увидеть в творчестве символистов и неоидеалистов поздней советской эпохи. Влияние его цикла статей «Смысл любви» некоторые находят в повести Льва Толстого «Крейцерова соната» (1889).
Трактат «Три разговора» стал основой для рок-оперы Beloved Antichrist шведской симфоник-метал-группы Therion. Позже разговоры были экранизированы в фильме «Мальмкрог», снятом в 2020 году румынским режиссёром Кристи Пую.

## Издание сочинений вРусском зарубежье
Издание произведений автора стало особым направлением в работе русскоязычного католического издательства в Брюсселе «Жизнь с Богом».
- 1967 — 1969 годы — Сборник «О христианском единстве».
- 1966 год — публикация 10-томного собрания сочинений, что было переизданием напечатанного в Санкт-Петербурге в 1911 — 1914 годах.
- 1969 — 1970 годы — выход дополнительных 11 и 12 томов, включившие в себя ранее не опубликованные произведения.
- 1970 год — репринт, объединивший в одной книге 4-томное собрание писем философа[35][36][37]
- Помимо того произведения В. Соловьёва и материалы о нём встречаются в периодике — журналах «Жизнь с Богом», «Русский католический листок», «Россия и Вселенская Церковь» и «Логос»[38]